# Compulsion (Lied)
Compulsion ist ein 1987 veröffentlichtes Musikstück der Neoklassik-Band Martial-Industrial-Pioniere In the Nursery. Das Stück wurde ein Clubhit und Erfolg für die Band.

## Hintergrund und Veröffentlichungen
Compulsion wurde etwa ein halbes Jahr nach dem Erfolgsalbum Stormhorse veröffentlicht. Wie für In the Nursery üblich das Stück von den Brüdern Klive und Nigel Humberstone komponiert, arrangiert, produziert und eingespielt. An der Produktion beteiligte sich Sebastiane. An den Aufnahmen neben den Brüdern, die Musiker Sebastiane (Piano) und Q (Militärtrommel), Dolores Marguerite C (Gesang). Aufgenommen und abgemischt wurde das Stück im September 1987 im Fon Studio in Sheffield. Veröffentlicht wurde Compulsion im November des Jahres über Sweatbox Records mit der Katalognummer SOX 027 als eigenständige Single, mit dem Stück Libertaire als B-Seite.
Im Mai des Folgejahres wurde die Single als Bonus-Tonträger dem über Sweatbox Records und Wax Trax! Records veröffentlichten Album Köda beigefügt. Auf der CD-Version waren die beiden Single-Stücke als „Extra Tracks“ enthalten, auf der MC des Albums wurden die Stücke nicht aufgenommen und auch in der Vinylversion des Albums wurde Compulsion kein Titel des regulären Albums. Spätere Wiederveröffentlichungen des Albums als CD verzichteten auf die Bezeichnung als „Extra Tracks“.

## Rezeption
Das so als Bonus-Single zum Album Köda herausgegebenen und später als Teil des Albums veröffentlichte Stück wurde zum Klassiker des ansonsten als schwach beurteilten Albums. Compulsion selbst sei im Gegensatz zum eher schlechten Album „gelungen, kraftvoll und episch“. Piero Scaruffi lobte die Single als eine der nennenswerten Veröffentlichungen der Gruppe. Auch Ned Raggett nennt die Single in einer für AllMusic verfassten Besprechung eine der Schlüsselveröffentlichungen der Gruppe. Das Stück entwickelte sich neben Titeln wie Blue Religion und Hymn Noir zu einem der bekanntesten Titel der Gruppe. Es wurde fester Bestandteil des Live-Repertoire der Gruppe und auf Kompilationen wie Blackbox - Wax Trax! Records: The First 13 Years. des Labels Wax Trax! Records und Zwischenfall, From The 80’s To The 90’s der Diskothek Zwischenfall präsentiert.

## Musik und Text
Das Stück nutzt ein symphonisches Staccato und einen „martialischen“ Rhythmus. In dieses Gemenge pflegt die Gruppe eine Melodie über Posaunen und eine Streichergruppe ein. Ned Raggett beschreibt das Lied für AllMusic als ein dynamisches und zugleich rauschenden Stück, das mit mitreißenden Bläsern, Streichern und Orgel, ein Gegengewicht zu gegebenen zarten Passagen bilde.